# Manitowoc County
Das Manitowoc County ist ein County im US-amerikanischen Bundesstaat Wisconsin. Im Jahr 2020 hatte das County 81.359 Einwohner und eine Bevölkerungsdichte von 53,1 Einwohnern pro Quadratkilometer. Der Verwaltungssitz (County Seat) ist Manitowoc.

## Geografie
Das County liegt im Osten von Wisconsin und grenzt an den Michigansee. Es hat eine Fläche von 3869 Quadratkilometern, wovon 2338 Quadratkilometer Wasserfläche sind.
Der Manitowoc River und die Twin Rivers münden im Manitowoc County in den Michigansee.
An das Manitowoc County grenzen folgende Nachbarcountys:
| Brown County   |                  | Kewaunee County |
| Calumet County |                  |                 |
|                | Sheboygan County |                 |

## Geschichte
Das Manitowoc County wurde 1836 als Original-County aus Teilen des Wisconsin-Territoriums gebildet. Benannt wurde es, ebenso wie die Bezirkshauptstadt, nach einem indianischen Ausdruck, der frei übersetzt so viel wie geheimnisvolles Land bedeutet.

## Bevölkerung
Nach der Volkszählung im Jahr 2010 lebten im Manitowoc County 81.442 Menschen in 34.224 Haushalten. Die Bevölkerungsdichte betrug 53,2 Einwohner pro Quadratkilometer. In den 34.224 Haushalten lebten statistisch je 2,34 Personen.
Ethnisch betrachtet setzte sich die Bevölkerung zusammen aus 95,0 Prozent Weißen, 0,7 Prozent Afroamerikanern, 0,7 Prozent amerikanischen Ureinwohnern, 2,6 Prozent Asiaten sowie aus anderen ethnischen Gruppen; 1,0 Prozent stammten von zwei oder mehr Ethnien ab. Unabhängig von der ethnischen Zugehörigkeit waren 3,3 Prozent der Bevölkerung spanischer oder lateinamerikanischer Abstammung.
21,5 Prozent der Bevölkerung waren unter 18 Jahre alt, 60,7 Prozent waren zwischen 18 und 64 und 17,8 Prozent waren 65 Jahre oder älter. 50,2 Prozent der Bevölkerung waren weiblich.

Das jährliche Durchschnittseinkommen eines Haushalts lag bei 50.091 USD. Das Pro-Kopf-Einkommen betrug 26.138 USD. 9,1 Prozent der Einwohner lebten unterhalb der Armutsgrenze.

## Persönlichkeiten
Steven Avery, ein zu Unrecht verurteilter Vergewaltigungsverdächtigter, der 18 Jahre unschuldig in Haft saß, wuchs im County auf.

## Ortschaften im Manitowoc County
Citys
- Kiel1
- Manitowoc
- Two Rivers

Villages
| - Cleveland - Francis Creek - Kellnersville | - Maribel - Mishicot - Reedsville | - St. Nazianz - Valders - Whitelaw |

Census-designated place (CDP)
- Collins

Unincorporated Communities
| - Alverno - Branch - Cato - Clarks Mills - Clover - Cooperstown - Duveneck | - Fisherville - Grimms - Hickory Grove - Kellners Corners - Kingsbridge - Larrabee - Louis Corners | - Madsen - Maple Grove - Meeme - Meggers1 - Melnik - Menchalville - Millhome | - Newton - Newtonburg - North Grimms - Northeim - Osman - Reifs Mills - Rockville | - Rockwood - Rosecrans - Rube - School Hill - Shoto - Spring Valley - Steinthal | - Taus - Tisch Mills2 - Two Creeks - Wells1 - Zander |

1 – teilweise im Calumet County

2 – teilweise im Kewaunee County

## Gliederung
Das Manitowoc County ist neben den drei Citys und neun Villages in 18 Towns eingeteilt:
| Town                | Einwohner (2010) | FIPS     |
| ------------------- | ---------------- | -------- |
| Town of Cato        | 1566             | 55-13237 |
| Town of Centerville | 645              | 55-13750 |
| Town of Cooperstown | 1292             | 55-16950 |
| Town of Eaton       | 833              | 55-22275 |
| Town of Franklin    | 1264             | 55-27275 |
| Town of Gibson      | 1344             | 55-28975 |
| Town of Kossuth     | 2090             | 55-40425 |
| Town of Liberty     | 1281             | 55-43850 |
| Town of Manitowoc   | 1083             | 55-48525 |

| Town                     | Einwohner (2010) | FIPS     |
| ------------------------ | ---------------- | -------- |
| Town of Manitowoc Rapids | 2150             | 55-48575 |
| Town of Maple Grove      | 835              | 55-48875 |
| Town of Meeme            | 1446             | 55-50625 |
| Town of Mishicot         | 1289             | 55-53350 |
| Town of Newton           | 2264             | 55-57200 |
| Town of Rockland         | 1001             | 55-68925 |
| Town of Schleswig        | 1963             | 55-72075 |
| Town of Two Creeks       | 437              | 55-81300 |
| Town of Two Rivers       | 1795             | 55-81350 |